# 賈德·戴蒙
賈德·梅森·戴蒙（英語：Jared Mason Diamond，1937年9月10日—）是一名美國演化生物學家、生理學家、生物地理學家以及非小說類作家。1985年，他獲得了麥克阿瑟獎，並撰寫了數百篇科學和通俗文章和書籍。他最著名的作品《槍炮、病菌與鋼鐵》發表於1997年，1998年曾獲得普立茲獎。2005年，在《前景》與《外交政策》雜誌對全球百位公共知識分子進行的民意調查中，戴蒙名列第九。
戴蒙最初接受的是生物化學和生理學培訓，曾在許多領域發表論文，包括人類學、生態學、地理學和演化生物學。1999年，他獲得了美國總統和國家科學基金會授予的國家科學獎章。截至2024年，他是加州大學洛杉磯分校 (UCLA) 的地理學教授。

## 生平

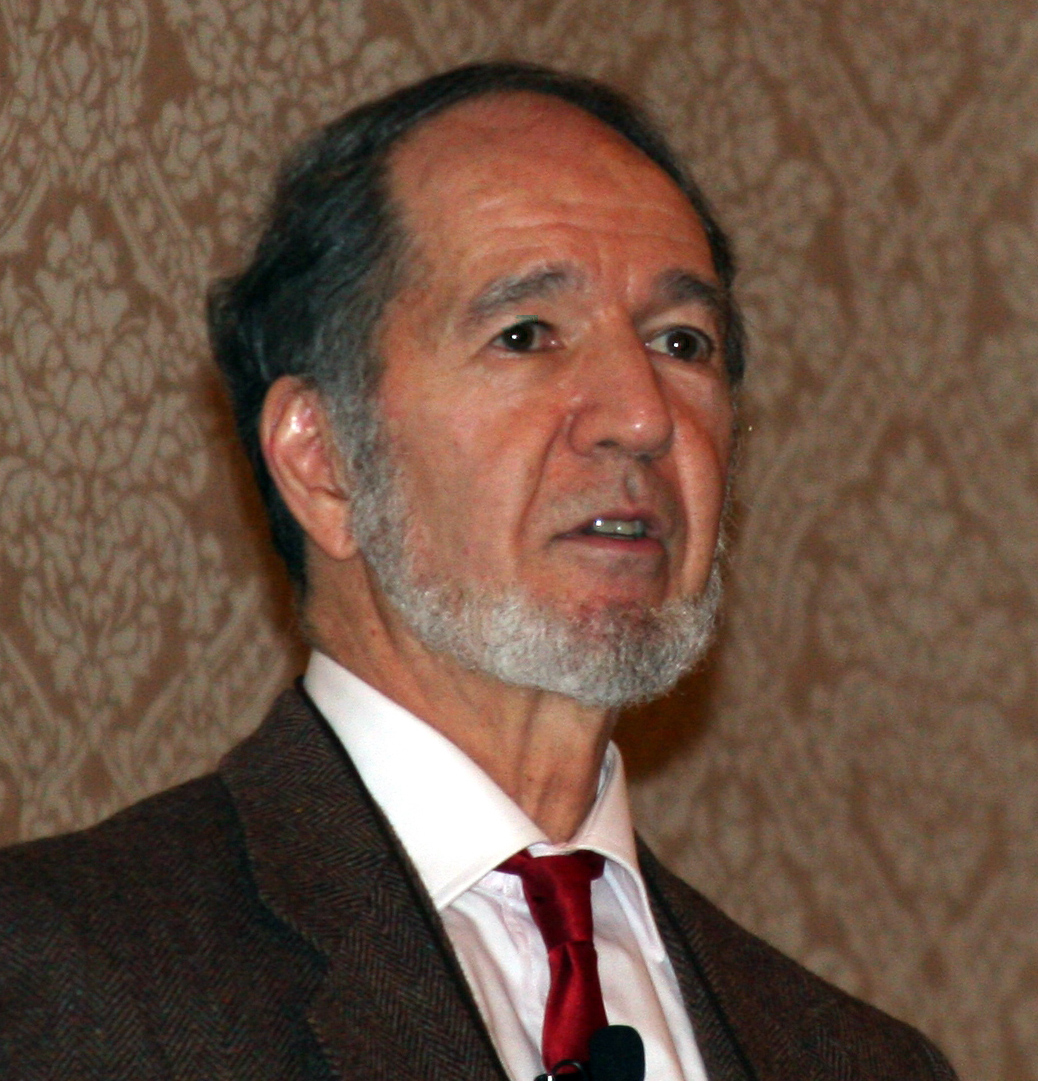
賈德·戴蒙於舊金山，2007年

戴蒙於1937年9月10日出生於馬薩諸塞州波士頓。他的父母都是東歐猶太移民。他的父親路易斯·戴蒙 (Louis Diamond) 是一名醫生，從今摩爾多瓦（當時稱為比薩拉比亞）的基希訥烏移民而來。他的母親弗洛拉（Flora née Kaplan）是一位教師、語言學家和音樂會鋼琴家。戴蒙德六歲開始學習鋼琴；多年後，他在為妻子演奏了勃拉姆斯的A大調間奏曲後向她求婚。
七歲時，他對觀鳥產生了興趣。這成為他一生的主要愛好之一，並在鳥類學領域發表了許多作品。戴蒙畢業於Roxbury拉丁學校後，在1958年獲得哈佛大學文學士學位，於1961年獲得劍橋大學膜生物物理及生理學博士學位; 他的論文是關於膽囊膜的生理學和生物物理學。
1962年至1966年返回哈佛大學擔任基礎研究員，在1966年擔任加州大學洛杉磯分校（UCLA）醫學院的教授一職。在他二十餘歲時，他在鳥類學和生態學領域發展了第二個平行的職業，專門研究新幾內亞和附近的島嶼，並從1964年開始訪問這些島嶼。在他五十餘歲時，戴蒙進行環境史的研究，並擔任加州大學洛杉矶分校的地理與環境健康科學的教授。

## 作品
戴蒙為一位聞名於結合人類學、生物學、語言學以及遺傳學與歷史的大眾科學的寫作者。

### 書籍
- 《動盪：國家如何化解危局、成功轉型？》Upheaval: Turning Points for Nations in Crisis (2019), ISBN 3039571380049. 台北: 時報 (2019)
- 《昨日世界—找回文明新命脈（英语：The World Until Yesterday）》The World Until Yesterday: What can we Learn From Traditional Societies? (2014), ISBN 978-957-13-5875-8. 台北: 時報 (2015)
- 《大崩壞—人類社會的明天》Collapse: How Societies Choose to Fail or Succeed (2005), ISBN 0-670-03337-5. 台北：時報（2006）
- Guns, Germs, and Steel Reader's Companion (2003), ISBN 1-58663-863-7.
- 《槍炮、病菌與鋼鐵：人類社會的命運》Guns, Germs, and Steel: The Fates of Human Societies (1997), ISBN 0-393-31755-2. 台北：時報（1998）
- 《性趣何來？》Why is Sex Fun? The Evolution of Human Sexuality (1997), ISBN 0-465-03127-7. 台北：天下文化（1998）
- 《第三種黑猩猩：人類的進化及未來》The Third Chimpanzee: The Evolution and Future of the Human Animal (1992), ISBN 0-06-098403-1. 台北：時報（2000）
- The Birds of Northern Melanesia: Speciation, Ecology, & Biogeography (with Ernst Mayr, 2001), ISBN 0-19-514170-9.
- Avifauna of the Eastern Highlands of New Guinea, Publications of the Nuttall Ornithological Club, No. 12, Cambridge, Mass., pp. 438 (1972).

### 文章
- Linguistics: Taiwan's gift to the world (Nature 403, 709-710 (17 February 2000))
- Curse and Blessing of the Ghetto (March 1991) Discover, pp.60–66
- Japanese Roots (June 1998) Discover
- The Worst Mistake in the History of the Human Race (May 1987) Discover pp. 64–66
- Ethnic differences. Variation in human testis size. (April 1986) Nature 320(6062):488-489 *PubMed.
- Island Biogeography and the Design of Natural Reserves (1976), in Robert M. May's Theoretical *Ecology: Principles and Applications, Blackwell Scientific Publications, pp. 163–186